# Sphaeradenia killipii
Sphaeradenia killipii är en enhjärtbladig växtart som först beskrevs av Paul Carpenter Standley, och fick sitt nu gällande namn av Gunnar Wilhelm Harling. Sphaeradenia killipii ingår i släktet Sphaeradenia och familjen Cyclanthaceae. Inga underarter finns listade.